# Montaulin
Montaulin é uma comuna francesa na região administrativa de Grande Leste, no departamento de Aube. Estende-se por uma área de 12,41 km². Em 2010 a comuna tinha 834 habitantes (densidade: 67,2 hab./km²).